# 猶他州普若佛聖殿
猶他普若佛聖殿（Provo Utah Temple）是耶穌基督後期聖徒教會的第17座聖殿，位於猶他州城市普若佛，於1972年2月9日獻堂。猶他普若佛聖殿是一座單尖頂現代風格建築，外觀和猶他奧格登聖殿的原始設計類似。
自普若佛成立初期以來，位於普若佛市區東北的一座小山就被稱為“聖殿山”。然而，麥瑟爾大樓（Maeser Building）取代了聖殿，於1911年建在山上，是楊百翰大學（BYU）校園的一部分。岩石峽谷底部的一塊17英畝（69,000平方公尺）的物業被選為普若佛聖殿的所在地。
耶穌基督後期聖徒教會於1967年8月14日宣布意圖在普若佛造一座聖殿。1969年9月15日舉行了奠基儀式，以表示建造開始。這座聖殿於2月奉獻。 1972年9月9日，由教會總會會長約瑟·斐亭·斯密會長（Joseph Fielding Smith）主待。奠基會分兩屆已在楊百翰大學校園的幾個大型禮堂播放，包括22700個座位的萬豪中心。聖殿建成31年後，尖塔上又增加了天使摩羅乃雕像，尖塔本身從金色變成白色。
奧格登和普若佛聖殿的建築師埃米爾·費澤（Emil B. Fetzer）被要求創建一個以效率，便利性和合理成本為關鍵因素的功能設計。聖殿的設計靈感來自出埃及記13:21中的一段經文，該經文描述了耶和華白天將以色列人列為烏雲，晚上將以色列列為火柱。聖殿兩側的面板具有哥特式拱形圖案，通常用於宗教建築中。該聖殿有6間教儀室和12間印證室，全部由圓形走廊環繞，總建築面積為128,325平方英尺（11,920平方公尺）。
猶他普若佛聖殿在很大程度上是因為它位於傳教士訓練中心對面，並且毗鄰楊百翰校園，是教會最繁忙的聖殿之一。 2016年，普若佛市中心聖殿被奉獻出來，使普若佛成為繼猶他州南約旦之後的第二座城市，在世界上擁有兩座運行聖殿。這兩座聖殿相距2.4英里（3.9公里）。 
2020年，因冠狀病毒疫情，猶他普若佛聖殿曾一度關閉。

## 外部連結
- 维基共享资源上的相關多媒體資源：猶他州普若佛聖殿
- Official Provo Utah Temple page （页面存档备份，存于）
- Provo Utah Temple page